# Acaenitellus polypori
Acaenitellus polypori là một loài tò vò trong họ Ichneumonidae.